# Fettmäuse
Die Fettmäuse (Steatomys) sind eine Gattung der Baummäuse. Mit Ausnahme der zentralafrikanischen Regenwaldgebiete sind sie in den meisten Landstrichen Afrikas südlich der Sahara verbreitet.

## Aussehen
Fettmäuse erreichen eine Kopf-Rumpf-Länge von 6,5–14,5 cm und eine Schwanzlänge von 3,4–5,9 cm. Das dichte, kurze Fell variiert oberseits in verschiedenen braunen oder sandfarbenen Farbtönen, oft mit schwarzer Untermischung. Die Unterseite ist weiß. Der spärlich behaarte Schwanz ist relativ dick und verjüngt sich zum Ende hin. Er ist bei den meisten Arten oberseits braun und unterseits weiß. Charakteristisch ist der füllige Körperbau und die relativ großen, runden Ohren. Die meisten Arten besitzen vier Zitzenpaare, einige auch mehr.

## Lebensweise
Fettmäuse sind nachtaktive Bodentiere, sie leben in tiefen Erdbauen mit einem Kessel. Dieser dient als Nahrungsspeicher, aber auch als Nestkammer. Die Nahrung besteht aus Pflanzenteilen und auch Insekten. Vor Beginn der Trockenperiode, der nahrungsarmen Zeit, fressen sich die Fettmäuse eine sehr dicke Fettschicht an. Während der Trockenperiode halten sie einen Ruhe- bzw. Trockenschlaf.

## Arten
Ursprünglich wurden mindestens 18 Arten dieser Gattung beschrieben. Zwischenzeitlich wurden allerdings nur drei Arten anerkannt. Wilson und Reeder (2005) unterscheiden acht Arten, die aber teilweise (insbesondere S. pratensis und S. parvus) einer Überarbeitung bedürfen.
- Angolanische Fettmaus (Steatomys bocagei): Diese besonders große Art bewohnt Feuchtsavannen und Feuchtwälder von Zentral-Angola bis in die Demokratische Republik Kongo. Die östliche Verbreitungsgrenze ist unklar. Sie unterscheidet sich durch die vier Zitzenpaare von S. pratensis, zu der sie früher zeitweise gerechnet wurde.
- Nordwestliche Fettmaus (Steatomys caurinus): Besitzt sechs oder mehr Zitzenpaare, bewohnt Westafrika vom Senegal über das südliche Mali und Ghana bis Zentral-Nigeria.
- Zierliche Fettmaus (Steatomys cuppedius): Kommt im Senegal, Nord-Zentral-Nigeria, und Süd-Zentral-Niger vor, Verbreitungsgebiet nicht genau bekannt.
- Jackson-Fettmaus (Steatomys jacksoni): Nur aus dem Gebiet des Typusexemplares in Ghana bekannt. Möglicherweise kommt die Art auch in Togo und Südwest-Nigeria vor.
- Krebs-Fettmaus (Steatomys krebsii): Diese relativ kleine Art ist durch einen langen Schwanz und schmale Hinterläufe gekennzeichnet. Man findet sie in Südwest-Angola, Namibia (Caprivizipfel), West-Sambia, Nord-Botswana und dem nordöstlichen Südafrika.
- Zentralafrikanische Fettmaus (Steatomys opimus): Ähnelt S. bocagei, hat aber fünf Zitzenpaare. Sie ist in den Feuchtsavannen und Waldränder von Kamerun durch den Süden der Zentralafrikanischen Republik und den Norden der Demokratischen Republik Kongo bis in den südwestlichen Sudan verbreitet.
- Kleine Fettmaus (Steatomys parvus): Kommt im Südlichen Sudan und im östlichen und südlichen Afrika von Süd-Äthiopien und Somalia durch Kenia, Uganda und Tansania bis Südwest-Angola, Sambia und Simbabwe vor.
- Zambesi-Fettmaus (Steatomys pratensis): Die Weibchen dieser Art haben meist sechs oder mehr Zitzenpaare. Südliches und östliches Afrika von Angola und Nord-Namibia ostwärts durch Botswana, Simbabwe, das nördliche Südafrika, Mosambik und Tansania bis Äthiopien.